# Live Nude Girls
Pour plus de détails, voir Fiche technique et Distribution.
Live Nude Girls est un film américain de Julianna Lavin sorti en 1995.

## Synopsis
Un groupe d'amies d'enfance font une soirée pyjama pour l'enterrement de vie de jeune fille de Jamie, où les conversations évoluent sur le thème de leurs relations avec les hommes, le sexe et les fantasmes liés. Le groupe comprend deux sœurs, Rachel et Jill, entre lesquels subsiste une certaine tension émotionnelle. L'hôtesse de la soirée, la bisexuelle Georgina, est harcelé par la possessive Chris.

## Fiche technique
- Réalisation et scénario : Julianna Lavin
- Producteurs : Barry Bernardi, Cara Tapper et Steve White
- Coproducteur : Christopher DeFaria
- Producteurs exécutifs : Heather Bernt et Mel Layton
- Musique : Anton Sanko
- Image : Christopher Taylor
- Montage : Adam Bernardi et Kathryn Himoff
- Distribution des rôles : Marcia Ross et Gary M. Zuckerbrod
- Création des décors : Jerry Fleming
- Décorateur de plateau : Lance DeSpain
- Costumes : Israel Segal
- Pays :  États-Unis
- Genre : Comédie
- Durée : 95 minutes (1 h 35)
- Date de sortie en salles : 8 décembre 1995 (États-Unis)

## Distribution
- Cynthia Stevenson : Marcy
- Lora Zane : Georgina
- Olivia d'Abo : Chris
- Laila Robins : Rachel
- Dana Delany : Jill
- Kim Cattrall : Jamie
- Glenn Quinn : Randy
- Amber Tamblyn : Jill, jeune